# Hepta (Spiel)
Hepta, eigentlich hepta,  ist ein abstraktes Lege- und Denkspiel des Spieleautors Alex Randolph für einen oder zwei Spieler aus dem Jahr 1974. Das Spiel erschien in der ersten Version beim Otto Maier Verlag Ravensburg, heute Ravensburger, im Rahmen der Traveller-Serie des Verlags.

## Thema und Ausstattung
Bei dem Spiel geht es im Solospiel darum, dass der Spieler auf einem quadratischen Spielfeld von sieben mal sieben Feldern mit den ihnen zur Verfügung stehenden 14 Legeformen alle Flächen mit Ausnahme von sieben farblich markierten Feldern abdeckt. Im Spiel zu zweit hat jeder Spieler ein Set von sieben Legeformen und muss versuchen, möglichst viele von ihnen auf einem Feld mit ebenfalls sieben farblich gekennzeichneten Tabufeldern unterzubringen.
Das Spielmaterial besteht neben der Spielanleitung aus einem doppelseitigen quadratischen Spielplan aus je sieben mal sieben Feldern, bei dem auf die Felder einer Seite bunt in sieben Farben markiert und die der anderen Seite einheitlich weiß sind, sowie zwei Sets aus je sieben Legeformen und einem Set aus sieben quadratischen Hindernissteinen. Die Legeformen sind jeweils so gestaltet, dass mit ihnen je drei Felder abgedeckt werden können, allerdings in einem Set jeweils als Streifen und in dem anderen als Winkel.

## Spielweise
Je nach Spielweise wird eine Seite des doppelseitigen Spielplans ausgewählt. Im Solospiel wählt der Spieler die farbige Seite, im Spiel von zwei Spielern gegeneinander wird die weiße Seite genutzt.

### Solospiel
Der Spieler wählt zu Beginn jeder Runde eine Farbe aus und versucht, mit allen 14 zur Verfügung stehenden Legeformen alle Felder des Spielbretts mit Ausnahme der in der gewählten Farbe markierten Quadrate zu bedecken.  Das jeweilige Spiel ist gelöst, wenn dies vollständig gelingt, wobei die unterschiedlichen Farben unterschiedliche Schwierigkeiten haben.

### Duellspiel
Beim Spiel zu zweit spielen die beiden Spieler gegeneinander. Sie wählen die weiße Spielfeldseite und jeder Spieler bekommt ein Set der Legeteile – also entweder alle Streifen oder alle Winkel. Ein Spieler deckt mit den roten Hindernisplättchen sieben Felder ab, der andere Spieler beginnt das Spiel. Abwechselnd legen beide Spieler je ein Plättchen so aus, dass sie drei Felder des Spielbretts abdecken, die Hindernisplättchen dürfen dabei nicht überdeckt werden. Sobald ein Spieler kein Plättchen mehr legen kann, scheidet er aus und der andere Spieler darf weiter Plättchen legen, bis auch er keine mehr platzieren kann. Gewinner ist der Spieler, der die meisten Plättchen auslegen konnte.

## Ausgaben
Das Spiel wurde von dem amerikanischen Spieleautor Alex Randolph entwickelt und erschien 1974 beim Otto Maier Verlag Ravensburg im Rahmen der Traveller-Serie des Verlags. 1982 erschien das gleiche Spiel als Cover-up bei Ideal, zudem sind weitere Versionen in verschiedenen Sprachen erschienen, darunter Japanisch, Englisch und Polnisch.
Wieland Herold beschrieb hepta in seinem Blog „Mit 80 Spielen durch das Jahr“ im Rückblick als herausragend aus der Traveller-Serie. Er hebt vor allem die Solovariante als „absolut nicht selbstverständlich für die frühen 70er Jahre“ heraus und schreibt: „Sie hat etwas Meditatives, fast künstlerisches, wenn am Ende an Mondrian erinnernde Bilder entstehen.“

## Belege
1. 1 2 3 4 5  Spieleanleitung hepta. Otto Maier Verlag Ravensburg, 1974
2. ↑  Versionen von hepta in der Spieledatenbank BoardGameGeek (englisch); abgerufen am 25. Dezember 2021.
3. ↑  Wieland Herold: HEPTA in „Mit 80 Spielen durch das Jahr“, 11. April 2021; abgerufen am 25. Dezember 2021.